# ブルガス半島

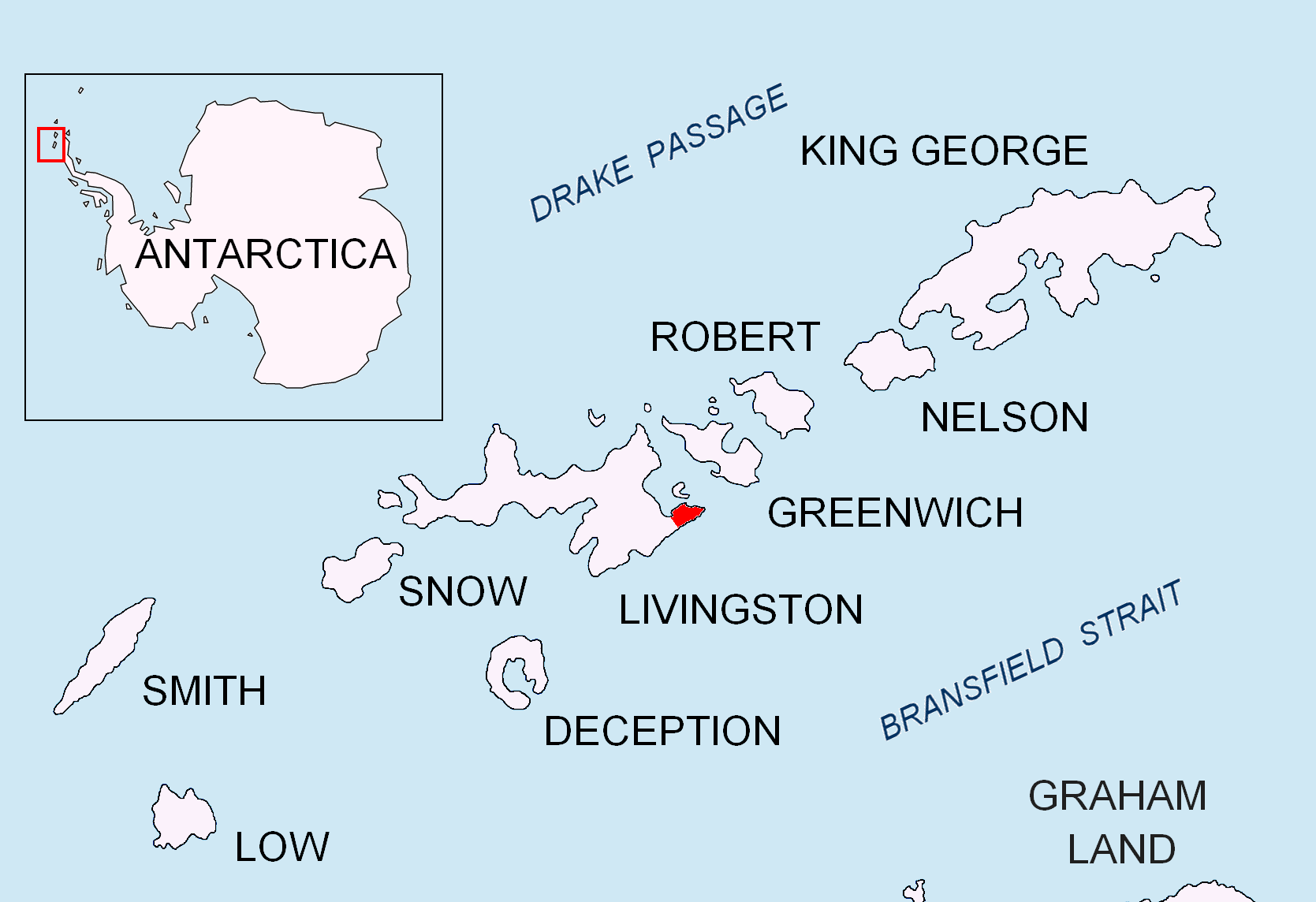
サウス・シェトランド諸島の地図。赤く示されているのがブルガス半島

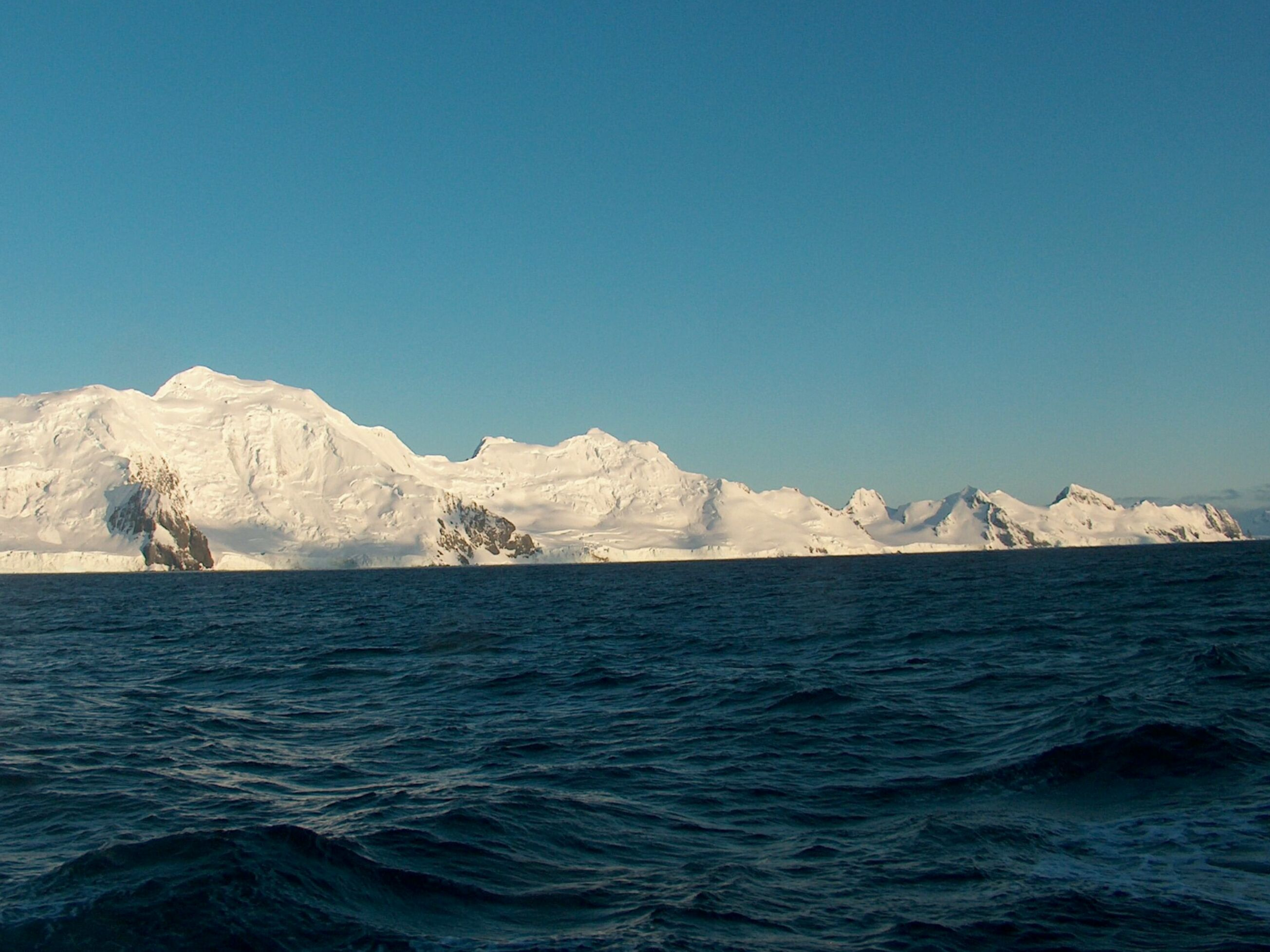
ブルガス半島の風景

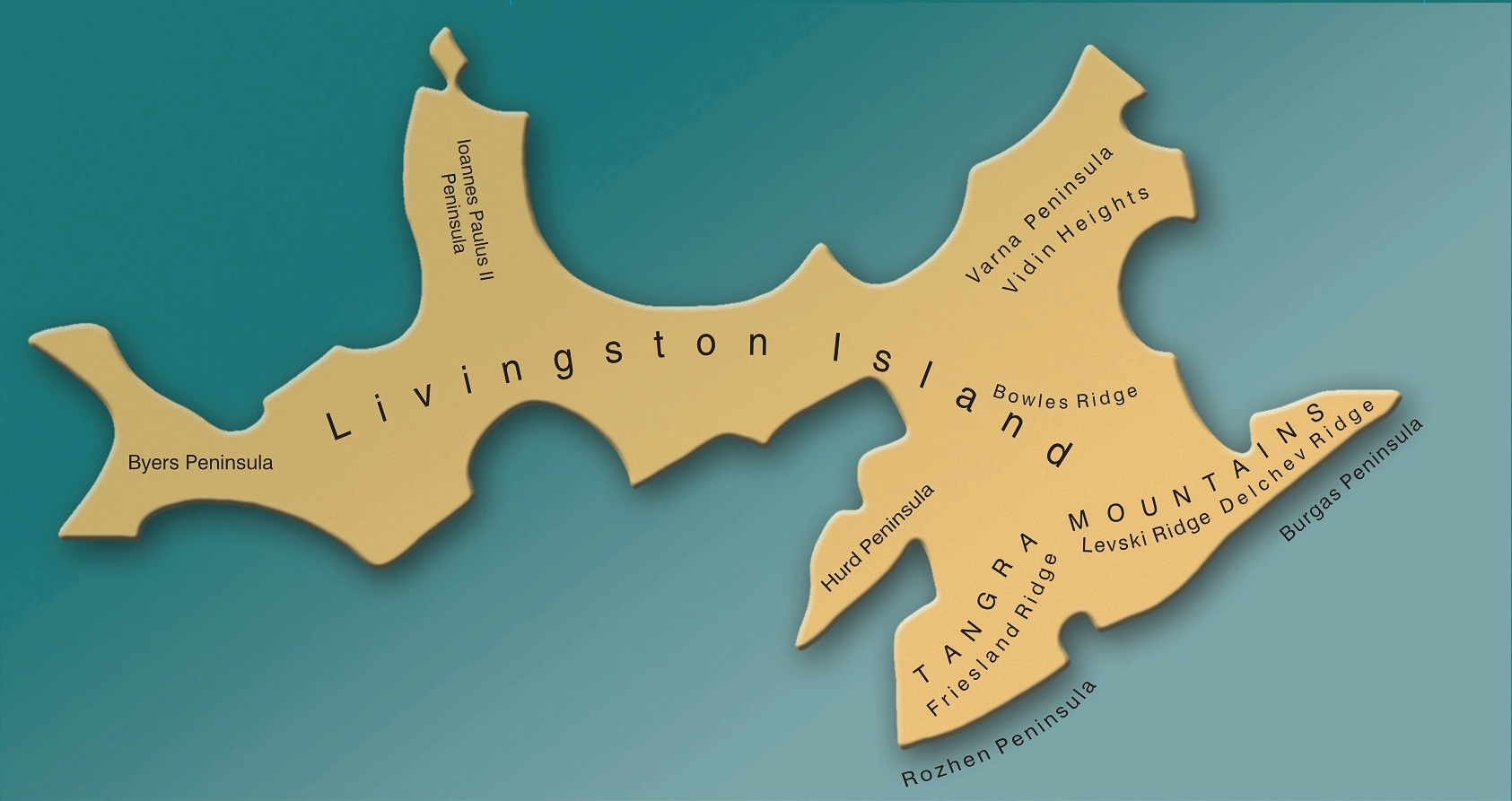
リヴィングストン島

ブルガス半島（ブルガスはんとう、英語: Burgas Peninsula）は、南極半島北方のサウス・シェトランド諸島にあるリヴィングストン島の半島。
半島名はブルガリアの都市ブルガスに因む。ブルガリア語では Полуостров Бургас, Poluostrov Burgas と記される。

## 地理
リヴィングストン島はサウス・シェトランド諸島の西部にある。
ブルガス半島はリヴィングストン島の南東部にある半島で、南緯62度38分、西経59度55分付近に位置する。島の東端にあたるレニアー・ポイントに向かって、北東方向に10.5km延びている。北はブリュイ湾（Bruix Cove）とムーン・ベイ（Moon Bay）、南と南東はブランスフィールド海峡（Bransfield Strait）に接する。
1822年と1968年に英国、1966年にチリ、1980年にアルゼンチン、2005年にブルガリアの地図に載った。
座標: 南緯62度38分 西経59度55分 / 南緯62.633度 西経59.917度